# UFC 164
UFC 164: Henderson vs. Pettis（ユーエフシー・ワンシックスティフォー：ヘンダーソン・バーサス・ペティス）は、アメリカ合衆国の総合格闘技団体「UFC」の大会の一つ。2013年8月31日、ウィスコンシン州ミルウォーキーのBMOハリス・ブラッドリー・センターで開催された。

## 大会概要
本大会ではベン・ヘンダーソンとアンソニー・ペティスによるUFC世界ライト級タイトルマッチが組まれた。

### カード変更
負傷などによるカードの変更は以下の通り。
- クイン・マルハーン → アル・アイアキンタ（第2試合）

- TJ・グラント → アンソニー・ペティス（第12試合）

- ヨエル・ロメロ vs. デレク・ブランソン → ブランソンの負傷により中止

- ヨエル・ロメロ vs. ブライアン・ヒューストン → ヒューストンの負傷により中止

## 試合結果

### アーリープレリム
第1試合 ミドル級ワンマッチ 5分3R
○  マグナス・セデンブラド vs.  ジャレッド・ハマン ×
1R 0:57 ギロチンチョーク
第2試合 ライト級ワンマッチ 5分3R
○  アル・アイアキンタ vs.  ライアン・クートゥア ×
3R終了 判定3-0（30-27、30-27、30-27）
第3試合 ヘビー級ワンマッチ 5分3R
○  ソア・パラレイ vs.  ニキータ・クリロフ ×
3R 1:34 TKO（マウントパンチ）

### プレリミナリーカード
第4試合 バンタム級ワンマッチ 5分3R
○  チコ・カムス vs.  カン・ギョンホ ×
3R終了 判定3-0（29-28、29-28、30-27）
第5試合 ウェルター級ワンマッチ 5分3R
○  イム・ヒョンギュ vs.  パスカル・クラウス ×
1R 3:58 KO（膝蹴り→パウンド）
第6試合 フライ級ワンマッチ 5分3R
○  ティム・エリオット vs.  ルイス・ゴーディノ ×
3R終了 判定3-0（30-27、30-26、30-26）
第7試合 ライト級ワンマッチ 5分3R
○  グレイゾン・チバウ vs.  ジェイミー・ヴァーナー ×
3R終了 判定2-1（29-28、27-29、29-28）

### メインカード
第8試合 フェザー級ワンマッチ 5分3R
○  ダスティン・ポイエー vs.  エリック・コク ×
3R終了 判定3-0（29-28、29-27、29-27）
第9試合 ヘビー級ワンマッチ 5分3R
○  ベン・ロズウェル vs.  ブランドン・ヴェラ ×
3R 1:54 TKO（パウンド）
第10試合 フェザー級ワンマッチ 5分3R
○  チャド・メンデス vs.  クレイ・グイダ ×
3R 0:30 TKO（右フック→パウンド）
第11試合 ヘビー級ワンマッチ 5分3R
○  ジョシュ・バーネット vs.  フランク・ミア ×
1R 2:56 TKO（膝蹴り）
第12試合 UFC世界ライト級タイトルマッチ 5分5R
○  アンソニー・ペティス vs.  ベン・ヘンダーソン ×
1R 4:31 腕ひしぎ十字固め
※ペティスが王座獲得に成功。

### 各賞
ファイト・オブ・ザ・ナイト： イム・ヒョンギュ vs. パスカル・クラウス
ノックアウト・オブ・ザ・ナイト： チャド・メンデス
サブミッション・オブ・ザ・ナイト： アンソニー・ペティス
各選手にはボーナスとして5万ドルが支給された。